# Pčinja (flod)
Pčinja (serbisk og makedonsk Пчиња [pt͡ʃîɲa] ( lyt)) er en 135 km lang flod der løber i Serbien og Nordmakedonien, en venstre biflod til floden Vardar.

## Serbien
Pčinja stammer fra flere vandløb på de vestlige skråninger af Dukat-bjerget, som mødes ved landsbyen Radovnica og fortsætter mod vest oprindeligt under navnet Tripušnica (kyrillisk: Трипушница). Floden danner en mikroregion af Pčinja, hvor centrum er det kommunale sæde for Trgovište, hvor Tripušnica møder venstre biflod til Lesnička reka (kyrillisk: Лесничка река) fra syd og fortsætter mod vest under navnet Pčinja. Regionen repræsenterer en af de hurtigst affolkende og økonomisk mindst udviklede dele af Serbien (befolkning på 12.556 i 1971 (34 pr. km²) og 6.372 i 2002 (17 per km²; et fald på 50%). Efter at Pčinja passerer ved siden af den nordlige side af bjerget Široka planina og landsbyen Šajince, hvor den modtager den højre biflod til Koćurica (kyrillisk: Коћурица ) fra nord, forhindres den i at fortsætte mod vest af den østlige side af bjerget Rujen og drejer mod syd, ind i den smalle dal mellem Rujen- og Kozjak-bjergene. Den lille landsby og klosteret Prohor Pčinjski ligger i dalen. Lige efter floden passerer ved siden af klostret, efter 52 km strøm i Serbien krydser Pčinja den makedonske grænse.

## Nordmakedonien
For de resterende 83 km bøjer floden gradvist mod sydvest. Den passerer langs landsbyerne Karlovce, Dragomance, Strnovac, Vojnik, Klečevce, Pčinja, Studena Bara, Gorno Konjare, Dolno Konjare og den lille by Katlanovo, med den nærliggende Katlanovska Banja, det mest populære kurbad i Nordmakedonien. Det øvre løb i Nordmakedonien skaber en mikroregion af Sredorek (makedonsk: Средорек), og den nederste en mikroregion af Kotorci (makedonsk: Которци), med Bader-kløften (makedonsk: Бадерска клисура) imellem. I det nederste løb følger Pčinja den vestlige side af bjerget Gradištanska og løber ud i Vardar-floden, i Taor-kløften, en del af Vardars løb, halvvejs mellem byerne Skopje og Veles.

## Egenskaber
- Pčinja hører til det Ægæiske Havs afvandingsområde. Dets eget drænområde dækker 3.140 km², heraf 1.247 km² i Serbien og 1.893 km² i Nordmakedonien.
- Den gennemsnitlige udledning ved flodens udløb til Vardar er 14 m³/s, og den er ikke sejlbar.
- Alle de store bifloder til Pčinja er i Nordmakedonien: Bistrica, Petroshnica og Kriva Reka fra venstre; Kumanovska reka, fra højre.

- "Vražji kamen" i Pčinja-dalen.
- "Vražji kamen" i Pčinja-dalen.
- Pčinja-floddalen.